# Vương quốc người lùn
Vương quốc người lùn là một công viên giải trí gần Côn Minh, Trung Quốc, nơi có các buổi biểu diễn hài hước của những người mắc chứng thấp lùn. Những người ủng hộ công viên tuyên bố rằng nơi này cung cấp việc làm cho những người không thể tìm được việc làm, nhưng cũng đã bị chỉ trích vì coi bệnh lùn như một trò đùa.

## Người lao động

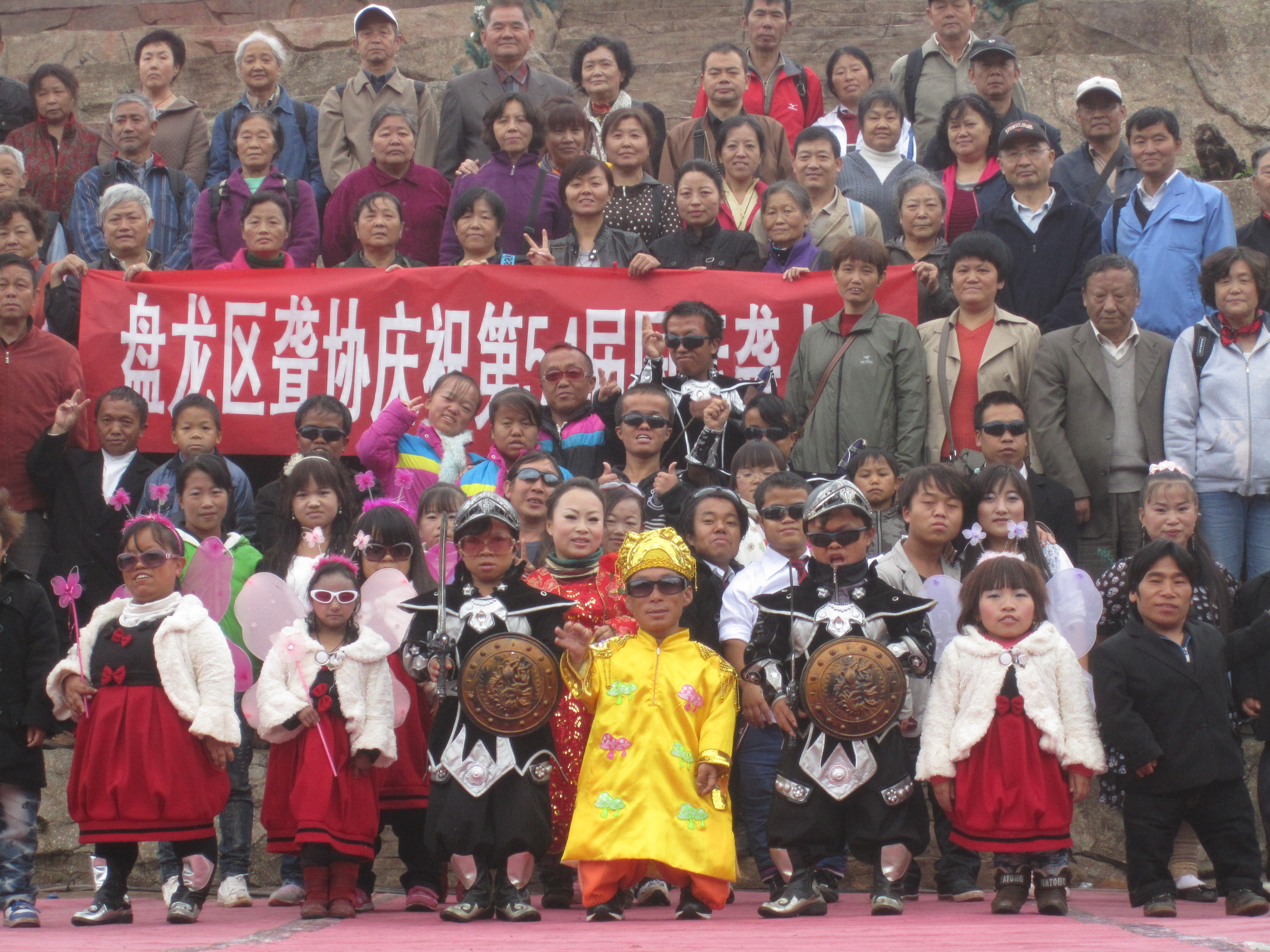
Người lao động tại Vương quốc Người lùn xếp hàng chụp ảnh

Tính đến năm 2010, có hơn 100 nhân viên có độ tuổi từ 19 đến 48. Công viên yêu cầu nhân viên phải có chiều cao thấp hơn 51 inch (130 cm). Các nhân viên sống trong các ký túc xá gần đó được xây dựng đặc biệt để họ có thể tiếp cận được. Trong các buổi biểu diễn, các diễn viên giả vờ sống trong những ngôi nhà nhỏ hình nấm. Cư dân phải nghiêm chỉnh tuân thủ các luật lệ ở đây.
Công viên được thành lập vào tháng 9 năm 2009 bởi Trần Minh Cảnh, một nhà đầu tư bất động sản giàu có, và là một phần của khu phức hợp mà ông sở hữu gần hồ Điền Trì ở ngoại ô phía tây Côn Minh, bao gồm cả Công viên Sinh thái Bướm Thế giới (tên gốc: 世界 蝴蝶 生态 园). Mặc dù nhiều du khách đến thăm công viên là học sinh, sinh viên từ các thị trấn gần đó, nhưng ông Minh Cảnh đã hy vọng sẽ đưa công viên trở thành điểm đến cho khách du lịch đến thăm Trung Quốc. Ông còn dạy tiếng Anh cho nhân viên của mình để giúp họ tương tác với khách du lịch nước ngoài. Ông đặt mục tiêu lớn nhất là tuyển dụng 1.000 người mắc bệnh lùn.
Trong khoảng 200 cư dân của "Vương quốc" có nhiều người lùn xuất thân từ các tầng lớp khác nhau. Cửa nẻo của những ngôi nhà trong "Vương quốc" đều không lắp ổ khóa bởi vì nơi đây không có tội phạm. Bất cứ vụ tranh chấp nào cũng đều được giải quyết bởi một hội đồng dân cử.

## Biểu diễn

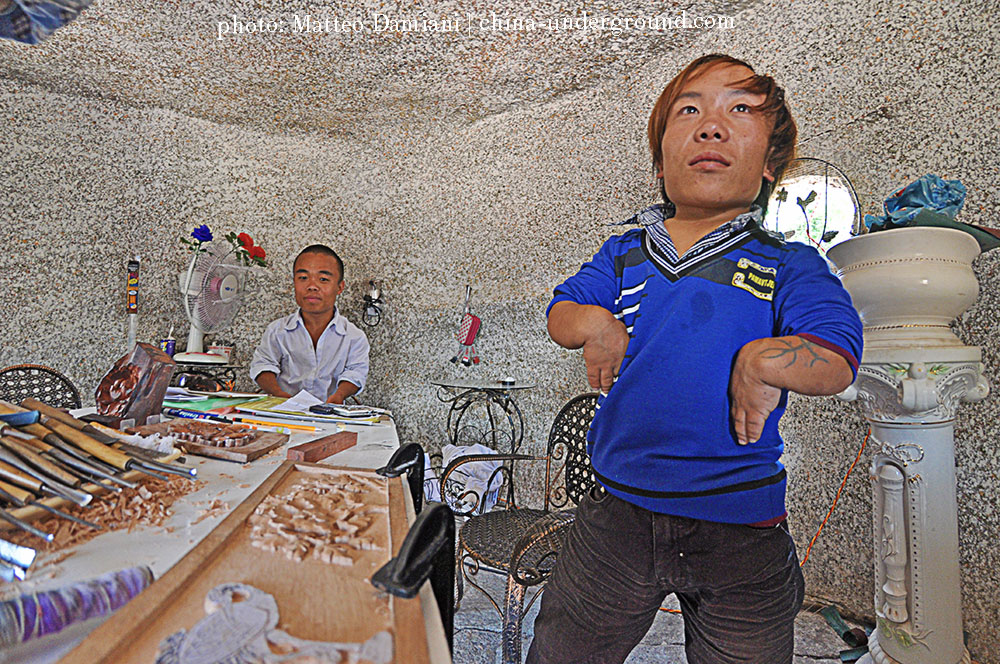
Hình ảnh một người lao động trong Vương quốc người lùn

Các nghệ sĩ sẽ biểu diễn các tiết mục ca hát, nhảy múa và biểu diễn trên sân khấu phục vụ khách du lịch. Họ thường diễn Khí công, các cảnh trong truyện cổ tích, hoặc múa ba lê như Hồ thiên nga. Họ cũng thỉnh thoảng biểu diễn các điệu nhảy hip-hop. Các buổi biểu diễn thường có sự góp mặt của “Vua người lùn”. Vua này là chỉ người có chiều cao 1 mét (3,3 ft), thường mặc áo choàng lụa vàng và đi mô tô ba bánh trong các buổi biểu diễn.

## Tranh cãi
Công viên đã bị chỉ trích bởi một số tổ chức, bao gồm Tổ chức Người lùn của Hoa Kỳ và tổ chức Nhân loại & Hòa nhập. Các nhà phê bình cho rằng công viên giống như một sở thú của con người và cô lập nhân viên với phần còn lại của xã hội. Trần tuyên bố rằng doanh nghiệp của ông cung cấp việc làm cho nhiều người nếu không sẽ thất nghiệp, cho phép họ xây dựng lòng tự tôn. Nhiều nhân viên nói rằng họ thích sống với những người cũng thấp bé như mình và cảm thấy bớt cô đơn hơn khi ở công viên.
Tuy nhận được những ý kiến trái chiều nhưng danh tiếng của công viên này đang ngày một được mở rộng. Vương quốc người lùn được biết đến bởi đông đảo du khách nước ngoài. Thậm chí nơi đây còn được nhiều trang web du lịch bình chọn là một trong những công viên đặc biệt nhất thế giới.